# Вулиця Земська (Маріуполь)
Земська́ вулиця — одна з перших вулиць Маріуполя (Донецька область), розташована в історичному центрі міста.

## Загальні відомості
Носить історичне найменування (з 28 вересня 1878). У 1919 Маріупольська міськрада затвердила рішення про перейменування вулиці на вулицю імені Рози Люксембург (до грудня 1991). На Земській вулиці розташовані: одна з будівель швейної фабрики, панчішна фабрика, товариство глухих.
Фактично вулиця Земська близько 100 років тому була однією із центральних у Маріуполі, звідки і назва. Нині ж вона розташована в історичному центрі, який подекуди перебуває в убозтві. Вулицю можна поділити на два відтинки. Перший — іде від моря, залізничний переїзд за 100 метрів від станції Маріуполь, далі приватним сектором Слобідки. Піднявшись Гамперським узвозом нагору, вулиця продовжує свій шлях історичним центром Маріуполя. Козацький сквер на площі Визволення — місце козацької фортеці Домаха та першої грецької церкви в місті — Харлампієвська. Далі вулиця, проходячи повз панчішну фабрику, знову занурюється в міські нетрі.
На відтинку від вулиці Італійської до Першої Слобідської — Гамперський узвіз (історична бруківка) — стан узвозу, точніше підпірної стіни над ним, аварійний, відтак рух автотрапнспорту закрито.

## Визначні об'єкти
Будівля Маріупольського земства не збереглася. Зараз за цією адресою (пр-т. Миру 2) звичайна житлова 5-поверхівка.
Окрасою Маріуполя на Гамперському узвозі є Будинок Гампера, що побудований лікарем Сергієм Гампером у 1897 р. у стилі неоготика. 
Будинок Гоголівського початкового училища (Земська 44), де опікуном у 1911 р. був С. Гампер. Чи не є дина дерев'яна будівля Маріуполя.
По сусідству із цими двома будівлями за адресою Земська 45 розташоване відділення міліції Центрального району м. Маріуполя.
Колишня Станція Юних техніків (Земська, 5).

## Перетин
Вулиця починається на Слобідці від берега Таганрозької затоки Азовського моря і закінчується примиканням до Ковальського провулку, перетинаючи на своєму шляху такі вулиці (з півдня на північ):
- провулок Земський
- Гаванна
- Рибна
- Залізничний переїзд на лінії Маріуполь — Сартана
- Паровозна
- Лінника
- Донецька
- Друга Слобідка
- Перша Слобідка
- Італійська
- Георгіївська
- Площа Визволення
- проспект Миру
- Миколаївська
- Митрополитська
- провулок Ковальський